# Morte de Ana Clara Benevides
A morte de Ana Clara Benevides ocorreu no dia 17 de novembro de 2023, quando a estudante brasileira de 23 anos sofreu uma parada cardiorrespiratória e morreu durante um show da turnê The Eras Tour, da cantora estadunidense Taylor Swift, realizado no Estádio Olímpico Nilton Santos, no Rio de Janeiro.

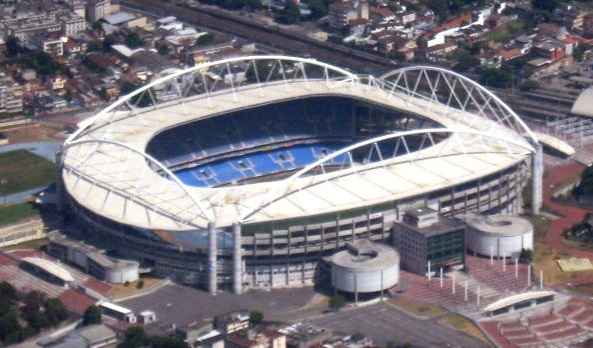
O Estádio Olímpico Nilton Santos, onde aconteceu o show

O evento foi o primeiro show da turnê da cantora no país, e contou com mais de 60 mil pessoas. Neste momento ocorria uma onda de calor intensa registrada por todo o Brasil, muitos fãs da cantora passaram mal durante a fila de entrada ao estádio e durante a realização do concerto, com relatos de que a organizadora do evento, a empresa brasileira Time For Fun, proibiu a entrada de garrafas de água no local do evento, além da falta de ventilação no estádio. Relatos apontam que cerca de mil pessoas desmaiaram durante a apresentação e muitas pessoas pediam água durante as músicas. Ana Clara Benevides passou mal durante a apresentação e precisou ser socorrida pela equipe de brigadistas e paramédicos, sendo transferida para o Hospital Salgado Filho.
A morte de Ana Clara Benevides obteve repercussão internacional. A Time For Fun foi duramente criticada pela imprensa e pelos fãs da cantora sobre as negligências cometidas durante a apresentação. No dia seguinte após o show, Swift publicou uma carta aberta nas redes sociais lamentando sobre o ocorrido, dizendo que estava "devastada".

## Contexto

### A vítima
Ana Clara Benevides Machado (Sonora, 22 de julho de 2000 – Rio de Janeiro, 17 de novembro de 2023) morava em Rondonópolis, no Mato Grosso e foi uma estudante de psicologia na Universidade Federal de Rondonópolis (UFR), onde também era diretora da atlética Valhalla. Amigos de Ana afirmaram que a jovem era fã de Taylor Swift e estava realizando um sonho ao viajar para assistir ao show da artista na passagem da The Eras Tour no Brasil.

### Temperatura e falta de água no show
O Brasil sofria com uma intensa onda de calor desde 14 de novembro de 2023, com alertas vermelhos emitidos para cerca de três mil municípios em todo o país. De acordo com o The Independent, "mais de cem milhões de pessoas foram supostamente afetadas pelo clima extremo."
Para o primeiro concerto brasileiro da The Eras Tour em 17 de novembro de 2023, no Rio de Janeiro, a Time For Fun proibiu que os espectadores levassem suas próprias garrafas de água para dentro do local, o Estádio Olímpico Nilton Santos. De acordo com a Variety, foi um dos dias mais quentes no Rio de Janeiro, com um índice de calor de 59,3ºC. Além disso, com o agravante da umidade de 84% e da falta de ventilação, diversos fãs desidrataram-se e desmaiaram antes e durante o show. Vídeos postados nas redes sociais mostraram fãs perfilados com bolsas térmicas, ventiladores, guarda-chuvas e sacos de gelo. Milhares de fãs aguardaram por horas no sol antes de conseguirem entrar no estádio. Swift observou os membros da plateia desmaiando durante o ato de Evermore e pediu várias vezes durante o concerto para que "quem estivesse no comando" distribuísse água a eles. A multidão entoou repetidamente o coro de "água". A equipe de Swift começou então a distribuir garrafas d'água na plateia. Enquanto cantava "All Too Well", Swift pegou uma garrafa de água de um lado do palco e a entregou a um fã desidratado do outro lado.
Há relatos de que cerca de mil pessoas desmaiaram durante o show.

## Morte
Ana Clara e uma amiga que a acompanhava, a estudante Daniele Menin, saíram de Mato Grosso em destino ao evento. Daniele disse que ambas chegaram por volta das 11h (horário local) e estava muito quente; elas tomaram a água que haviam levado. Ela disse que, dentro do estádio, a T4F ofereceu água em temperatura ambiente. Segundo Daniele, Ana começou a passar mal durante a música "Cruel Summer", a segunda do repertório. A T4F disse que Ana Clara foi "prontamente atendida pela equipe de brigadistas e paramédicos" e depois socorrida ao Hospital Salgado Filho. A Secretaria Municipal de Saúde afirma que Ana Clara chegou ao hospital às 20h50 com parada cardiorrespiratória. O laudo da morte apontou que a causa foi exaustão térmica com quadro de choque cardiovascular e comprometimento grave dos pulmões, evoluindo para morte súbita.

## Reações
A T4F foi duramente criticada após o ocorrido, e uma investigação contra ela foi iniciada. O Corpo de Bombeiros diz que a T4F cumpriu todas as exigências relacionadas às condições de segurança contra pânico e incêndio, e que "ocorrências médicas ficaram a cargo da produção do evento". A T4F divulgou um balanço dos atendimentos médicos e não se pronunciou sobre as críticas à restrição de acesso com garrafas de água ao local. No dia 18 de novembro, um dia após a tragédia, Swift publicou nas suas redes sociais uma nota lamentando o ocorrido:
"Não posso acreditar que estou escrevendo essas palavras, mas é com o coração partido que digo que perdemos uma fã à noite antes do meu show. Não consigo dizer o quanto estou arrasada com isso. Há muita pouca informação que tenho além do fato de que ela era incrivelmente linda e muito jovem. Eu não vou ser capaz de falar sobre isso no palco, porque me sinto dominada pela dor quando tento falar. Quero dizer que agora sinto profundamente essa perda e meu coração partido está com sua família e amigos. Esta é a última coisa que pensei que aconteceria quando nós decidimos trazer essa turnê para o Brasil."— Nota divulgada por Swift em suas redes sociais sobre a morte de Ana Clara Benevides.
O Ministro da Justiça, Flávio Dino, editou portaria que libera a entrada com garrafas d'água em espetáculos, e "ilhas de hidratação" devem ser oferecidas quando houver alta exposição ao calor. A deputada federal Erika Hilton criticou a T4F e apresentou queixa ao Ministério Público. Ela afirmou que a T4F deveria ser responsabilizada por seu delito "criminal" e apresentou um projeto de lei que torna obrigatória a água e os bebedouros gratuitos nos shows, além de penalizar as empresas que neguem a entrada de um frequentador do show por levar água.
No dia 18 de novembro, dia do segundo show no Rio de Janeiro, a T4F colocou estações de água no recinto do local para atender os espectadores. Como as temperaturas do dia 18 foram piores que as do dia 17, Swift adiou o show para 20 de novembro. Para evitar longas exposições ao sol, a T4F adiantou os horários de abertura dos portões para os próximos dois shows no Rio de Janeiro, e recomendou que os fãs se dirijam ao estádio mais próximo do período informado.
O pai de Ana exigiu punição aos responsáveis por sua morte e disse que proibir garrafas de água foi "absurdo". Disse que vai aguardar o laudo médico final antes de fazer qualquer pronunciamento para evitar controvérsia. No entanto, o pai da jovem revelou que não foi contatado pela T4F e só soube do ocorrido apenas porque a amiga de Ana que a acompanhava, Daniele, ligou para ele.
Em 26 de novembro, a família de Ana Clara Benevides, a fã de Taylor Swift, se encontrou com a artista na terceira e última apresentação em São Paulo, usando uma camiseta com a foto da fã.